# Fidji Simo
Pour les articles homonymes, voir Simo (homonymie).
Fidji Simo, née le 5 octobre 1985 à Sète, est une femme d'affaires franco-américaine. 

## Biographie

### Enfance et éducation
Fille unique, elle est née à Sète en octobre 1985, d'un père pêcheur, d’origine catalane, et d'une mère propriétaire d'une boutique de prêt-à-porter à Sète, d'origine sicilienne. 
Après avoir obtenu le baccalauréat à 16 ans, elle effectue une classe préparatoire commerciale au lycée Joffre de Montpellier qui lui permet d'accéder à HEC. Elle est fortement impressionnée par la Californie qu'elle découvre au cours d'un semestre d'échange à l'université de Californie à Los Angeles. Elle effectue son stage de fin d'étude chez eBay France à Paris puis travaille pour la maison mère à San Francisco sur la stratégie de l’entreprise (fusions-acquisitions, positionnement de la marque).

### Carrière

#### Facebook
Elle intègre Facebook en 2011, sur candidature spontanée[réf. nécessaire], en Californie. Elle est embauchée dans les équipes marketing.
Soutenue par Sheryl Sandberg, Fidji Simo progresse au sein de l'entreprise. En 2013, elle y est responsable de la publicité mobile. Puis elle devient vice-présidente en 2014 chargée de la vidéo, des jeux et de la publicité sur mobile. Elle participe au lancement de Facebook Live en avril 2016 et de la fonction autoplay.
En mars 2019, elle est nommée directrice de l'application de Facebook, à la place de Chris Cox (manager) (en), un proche de Mark Zuckerberg. Elle fait également partie du conseil d'administration du Cirque du Soleil et de Women in Product (en), une association visant à promouvoir la place des femmes dans les nouvelles technologies.
Mark Zuckerberg la considère comme l'une de ses collaboratrices les plus talentueuses. Les modèles qui l'ont inspirée sont Bob Iger, Benjamin Millepied ou encore Kersti Kaljulaid.

#### Instacart
Au printemps 2021, elle intègre le conseil d'administration d'Instacart, start-up qui propose un service de livraison de produits alimentaires valorisée à 39 milliards de dollars (troisième entreprise non cotée américaine en valorisation, après Stripe et SpaceX). En juillet 2021, le fondateur d'Instacart, Apoorva Mehta (en), la charge de la direction de l'entreprise.

#### Mandats de conseil d'administration
En décembre 2021, elle rejoint le conseil d'administration de Shopify. En juin 2022 elle intègre le conseil consultatif de Roch Ventures, un fonds d'investissement spécialisé dans les jeunes pousses du tourisme et du voyage d'affaires.

#### OpenAI
En mars 2024 elle intègre le conseil d'administration de OpenAI. En mai 2025, elle intègre la direction d’OpenAI comme directrice générale des applications sous la direction de Sam Altman,.

### Mécénat
Fidji Simo est cofondatrice de Metrodora, un centre médical et institut de recherche situé à Salt Lake City et spécialisé dans les troubles neuro-immunitaires tels que Covid long, migraine, endométriose et syndrome de tachycardie orthostatique posturale,.
En 2025, elle finance comme mécène un programme de résidences « Arts in the age of AI » par la Villa Albertine, l'institut pour la culture et l'éducation de l'Ambassade de France aux États-Unis pour accueillir des artistes et professionnels de la culture intégrant l'intelligence artificielle dans leur travail.

## Vie privée
Fidji Simo obtient la nationalité américaine en 2017. Elle vit à Los Altos, en Californie. Elle est mariée à Rémy Miralles et a une fille. Elle souffre d'une maladie chronique, le syndrome de tachycardie orthostatique posturale, dont le difficile diagnostic et la mauvaise prise en charge l'ont incitée en 2021 à créer le centre de soins et de recherche Metrodora,.

## Distinctions
- En 2016 et 2021, le magazine Fortune la classe parmi les quarante jeunes entrepreneurs les plus influents[21],[22].
- En 2017, le magazine Vanity Fair la classe dixième des cinquante Français les plus influents de l'année[23].
- En 2023, elle est classée par Fortune dans la liste des femmes les plus influentes de l'année[24] et des treize innovateurs de l'année en matière de santé[15].
- En 2024, elle intègre les Changemakers, le classement annuel CNBC des femmes qui marquent de manière durable le monde de l'entreprise[25].